# Baulne
Baulne là một xã ở tỉnh Essonne trong vùng Île-de-France nước Pháp
Theo điều tra dân số năm 1999, dân số xã này là 1.380 người. Ước tính dân số năm 2006 là 1.362.
Danh xưng cư dân địa phương Baulne trong tiếng Pháp là Baulnois.